# Micropholis venamoensis
Espèce
Synonymes
- Pouteria venamoensis Steyerm.[1]

Statut de conservation UICN

 VU D2 : Vulnérable
Micropholis venamoensis est une espèce de plantes à fleurs de la famille des Sapotaceae.

## Publication originale
- Flora Neotropica, Monograph 52: 205. 1990. (26 Apr 1990)